# Christian Ludvig Lundbye
Christian Ludvig Lundbye (3. juli 1873 på Frederiksberg – 22. maj 1947 i København) var en dansk amtmand, stiftamtmand og kammerherre, bror til Johan Thomas Lundbye.
Han var søn af oberst og chef for Hærens Officersskole Emanuel Andreas Lundbye (1814 – 1903) og hustru f. von Petersdorff. Farens ældre bror var Christian Carl Lundbye (1812 – 1873), oberst og krigsminister, en af de yngre var maleren Johan Thomas Lundbye (1818 – 1848).
Christian Lundbye blev student 1890, cand.jur. 1896, assistent (1901), fuldmægtig (1909) og kontorchef (1914) i Justitsministeriet. 1920 var han Danmarks repræsentant ved den Internationale Kommission i Flensborg (Genforeningen i 1920). Han blev 1920 amtmand over Sønderborg Amt og 1931 stiftamtmand over Haderslev Stift og amt.
Han var ikke en mand for "Kampen i national Henseende" og havde "mange Venner og faa Modstandere" (1931), var "et fint og nobelt Menneske" (1938) og "en af Genforeningstidens mest ansete og dygtigste Embedsmænd" (1947). Efter 24 års „Genforenings-Bestræbelser, 11 Aar i Sønderborg, 13 Aar i Haderslev“ (1943) fik han sin afsked 1946 som kammerherre.
Lundbye var gift med Emma, f. Nissen-Sommersted (1880 – 1964). De ligger, sammen med Lundbyes forældre, begravet på Solbjerg Kirkegård i København. De havde to døtre, Merete, gift Ras (1904 – 1999), og Else, gift Holzapfel (1909 – 2006).
Han var kommandør af 1. grad af Dannebrogordenen (1941) og Dannebrogsmand (1922) m.m.